# Ліппе (район)
Лі́ппе (нім. Kreis Lippe) — район в Німеччині, в складі округу Арнсберг землі Північний Рейн-Вестфалія. Адміністративний центр — місто Детмольд.

## Населення
Населення району становить 349201 особа (2011).

## Адміністративний поділ
Район поділяється на 6 комун (нім. Gemeinden) та 10 міст (нім. Städte):
| №  | Комуна/ місто     | Площа, км² | Населення, осіб (2011) | Центр             |
| -- | ----------------- | ---------- | ---------------------- | ----------------- |
| 1  | Аугустдорф        | 42,2       | 9557                   | Аугустдорф        |
| 2  | Дерентруп         | 49,8       | 8081                   | Гіллентруп        |
| 3  | Екстерталь        | 92,5       | 11980                  | Бозінгфельд       |
| 4  | Каллеталь         | 112,4      | 14228                  | Гогенгаузен       |
| 5  | Леопольдсгеє      | 36,9       | 16040                  | Леопольдсгеє      |
| 6  | Шланген           | 76,0       | 8770                   | Шланген           |
| 1  | Бад-Зальцуфлен    | 100,1      | 53812                  | Бад-Зальцуфлен    |
| 2  | Барнтруп          | 59,5       | 8785                   | Барнтруп          |
| 3  | Бломберг          | 99,1       | 15972                  | Бломберг          |
| 4  | Горн-Бад-Майнберг | 90,2       | 17616                  | Горн-Бад-Майнберг |
| 5  | Детмольд          | 129,4      | 72646                  | Детмольд          |
| 6  | Ерлінггаузен      | 32,7       | 16606                  | Ерлінггаузен      |
| 7  | Лаге              | 76,0       | 35017                  | Лаге              |
| 8  | Лемго             | 100,9      | 41186                  | Лемго             |
| 9  | Люгде             | 88,6       | 10224                  | Люгде             |
| 10 | Шидер-Шваленберг  | 60,0       | 8681                   | Шидер-Шваленберг  |

| Німеччина | Це незавершена стаття з географії Німеччини. Ви можете допомогти проєкту, виправивши або дописавши її. |

1. ↑  https://www.landesdatenbank.nrw.de/ldbnrw/online;jsessionid=FBC481AAC50656B8CA9E933111BC242A.ldb2?sequenz=tabelleErgebnis&selectionname=12411-31iz
2. ↑  https://www.destatis.de/DE/Themen/Laender-Regionen/Regionales/Gemeindeverzeichnis/Administrativ/04-kreise.html